# José Anchieta Torres
José Anchieta Torres (Rio Claro, 17 de janeiro de 1897  — São Paulo,  18 de junho de 1979) foi um militar da Força Pública do Estado de São Paulo e magistrado brasileiro do Tribunal de Justiça Militar de São Paulo.

## Biografia
José Anchieta Torres nasceu em Itaverá (atual cidade fluminese de Rio Claro), em 17 de janeiro de 1897, filho de Joviniano de Souza Torres e de Ana do Nascimento Torres.
Alistou-se na Força Pública do Estado de São Paulo, atual Polícia Militar do Estado de São Paulo, em 3 de julho de 1913, lotado no 1º Batalhão de Infantaria, atual 1º Batalhão de Policiamento de Choque Tobias de Aguiar.
Ao longo de sua formação militar obteve desempenho destacado em diversas avaliações: classificou-se em 2º lugar para cabo; 1º lugar para sargento; 1º lugar para a Escola de Oficiais; 3º classificado na turma de oficiais; 1º classificado no curso de aperfeiçoamento de oficiais, que ainda lhe rendeu a seguinte menção honrosa: “Tem Cel José Anchieta Torres, Muito bem. Inteligência viva e raciocínio esclarecido. Possui espírito militar e grande capacidade de apreensão. Espírito observador e estudioso, aliado a uma boa base geral. O Ten. Cel. Anchieta justifica plenamente o conceito de oficial brilhante e muito poderá produzir pela Corporação. Tem ‘panache’.”. A palavra "panache" é de origem francesa e faz referência ao período de instrução da Missão Militar Francesa na Força Pública de São Paulo, ocasião em que era empregada para qualificar um oficial destacado, quanto às atribuições de autoconfiança, arrojo, exuberância e coragem.
Como primeiro tenente serviu no Estado-Maior na qualidade de redator do Boletim Geral.
Em 1918, na qualidade de aspirante a oficial, Anchieta Torres comandou a guarnição do primeiro auto-blindado fabricado no Brasil, cujo projeto era de Natanhiel Prado e motivado para conter rebeliões urbanas decorrentes de greves.
As suas promoções obtidas ao longo de sua carreira foram as seguintes: em 9 de dezembro de 1913 foi promovido a anspeçada; em 10 de fevereiro de 1914 foi promovido a cabo; em 20 de outubro de 1914 a furriel ou terceiro sargento; em 24 de outubro de 1914 a segundo sargento; em 26 de fevereiro de 1918 a aspirante-a-oficial, por estudos; em 25 de setembro de 1918 a segundo-tenente; em 4 de setembro de 1924 a primeiro-tenente por conta de sua atuação na Revolução de 1924, em defesa da legalidade; em 21 de julho de 1925 a capitão, por merecimento; em 17 de janeiro de 1928 a major, por merecimento; em 29 de fevereiro de 1932 a tenente-coronel, por merecimento; e, finalmente, em 4 de dezembro de 1939 a coronel e, naquela mesma data, foi nomeado juiz militar por decreto.
Na Revolução de 1924, fiel à legalidade, defendeu o Governo de São Paulo da ofensiva rebelde e pelo seu desempenho obteve promoções e condecorações.
Auxiliou o então major Júlio Marcondes Salgado na reorganização do Regimento de Cavalaria, atual Regimento de Policia Montada “9 de julho”.
Era atleta assíduo em competições. Participou de equipes de tiro e hipismo, representando a corporação nos diversos concursos e obtendo vários prêmios estaduais e nacionais.
Foi secretário interino do Comando Geral, na década de 1920. Também foi membro e relator da Comissão de Promoções de Oficiais.
Como major, participou da comissão presidida pelo coronel do Exército João Mendonça Lima, encarregada da reorganização da Força Pública, tendo sido designado para a chefia da 1ª Seção do Estado-Maior.
Na qualidade de tenente-coronel comandou o 3º Batalhão de Caçadores Paulistas, da região de Ribeirão Preto; o 4º Batalhão de Caçadores Paulistas, região de Bauru; e o 8º Batalhão de Caçadores Paulistas, região de Campinas; e o Centro de Instrução Militar, atual Academia de Polícia Militar do Barro Branco.
Na ocasião da eclosão da Revolução Constitucionalista de 1932, deflagrada na noite de 9 de julho, o então tenente-coronel comandou destacamento na região de Buri e Capão Bonito, nos arredores do Rio Paranapanema. A sua tropa era composta principalmente por soldados do 3º Batalhão de Caçadores Paulistas, além dos batalhões de voluntários. Seus homens tomaram parte nos combates no “Fundão”, às margens do Rio Paranapitanga, à sudeste de Buri, nos arredores da estrada entre Buri e Capão Bonito. Um dos acessos mais visados pelas tropas defensoras da ditadura de Getúlio Vargas. Em setembro, após recuo das tropas paulistas, o destacamento do tenente-coronel atuou na região do Rio das Almas e, semanas depois, nas barrancas do Rio Paranapanema, ainda no município de Capão Bonito. Defendeu a posição até o encerramento dos combates naquela região, ocorrido entre os dias 2 e 3 de outubro de 1932.
Em outubro de 1932, dias após o fim da guerra, foi nomeado para o comando do 3º B.C.P. aquartelado em Ribeirão Preto, com a missão de reorganiza-lo. Exerceu esse comando até setembro do ano seguinte, quando então foi transferido para assumir o comando do Centro de Instrução Militar (C.I.M.) da corporação, na capital paulista. Nesse posto, elaborou novo regulamento para o órgão e realizou outras séries de melhorias.
Em julho 1936 foi nomeado para o comando do 8º Batalhão de Caçadores, cujo quartel havia sido transferido em outubro de 1932 de Itapetininga para Campinas. Em dezembro de 1937 foi novamente transferido para o comando do C.I.M.
Em 1939 o então coronel foi nomeado Chefe do Estado-Maior da Força Pública, função que deixou após ser nomeado magistrado do Tribunal de Justiça Militar de São Paulo, do qual foi Presidente nos períodos de 1948 a 1950, 1961 a 1962 e 1964 a 1966.
Foi sócio-fundador da Cruz Azul de São Paulo e da Associação de Auxílio Mútuo dos Oficiais da Força Pública. Foi também membro do Conselho da Caixa Beneficente da Instituição.
Foi também diretor da revista "Militia", periódico editado pelo clube dos oficiais, onde publicou dezenas de crônicas retratando eventos curiosos sobre o dia a dia da Força Pública.
Aposentou-se em 18 de julho de 1966, com mais de 53 anos de serviço, incluindo o período em que exerceu a magistratura.
Faleceu na cidade de São Paulo em 18 de junho de 1979. Foi casado com Minervina Mendes do Nascimento Torres, com quem teve quatro filhos: Edmundo, Rubens, Dulce e Myrian.